# Velký londýnský mor

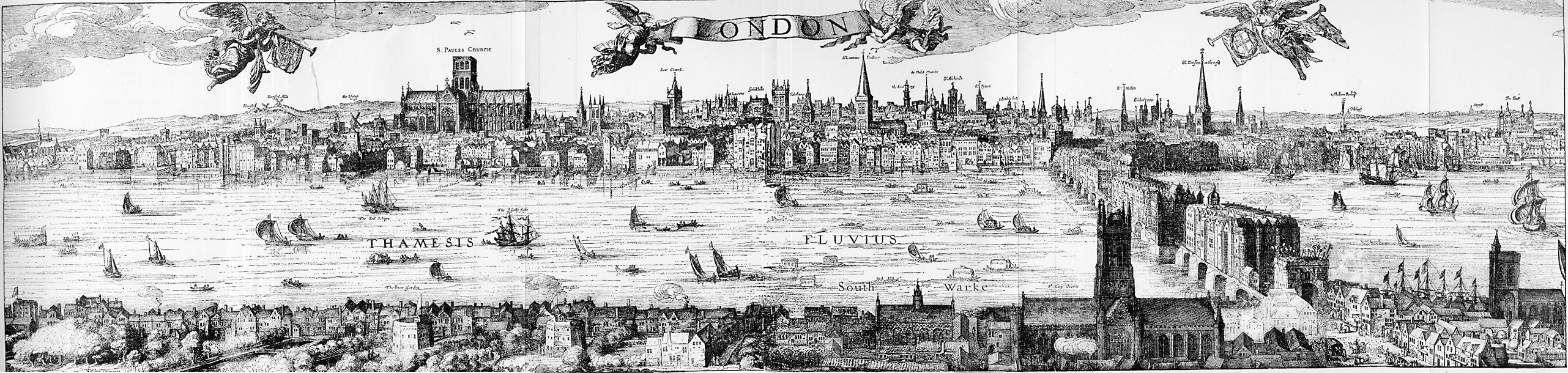
Panoráma Londýna od Claese Van Visschera z roku 1616. Původní katedrála svatého Pavla po poškození bleskem bez špičky věže. Dvě divadla v popředí (Southwark) jsou Bear Garden a divadlo Globe. Velký chrám v popředí je St Mary Overie, nyní Southwark Cathedral.

Událost označovaná jako Velký mor byla epidemie moru, která zasáhla v letech 1665 až 1666 Anglii a zahubila asi 70 000 až 100 000 lidí, tedy asi jednu čtvrtinu obyvatel Londýna.
Epidemie z této doby byla menšího rozsahu než dřívější černá smrt (masivní epidemie, která postihla Evropu v letech 1347 až 1353), ale byla označována přívlastkem velký, protože to byl jeden z posledních rozsáhlých výskytů moru v Evropě.
Předpokládá se, že nákaza se do Anglie dostala holandskou obchodní lodí, dopravující bavlnu z Amsterdamu. Nákaza se vyskytovala v Nizozemí od roku 1654. První výskyt moru se objevil v oblasti doků na okraji Londýna. Během zimy 1664–65 bylo zaregistrováno několik případů úmrtí. Zima toho roku byla velmi studená, takže se nákaza příliš nešířila. Ale jaro a léto bylo neobvykle horké, což zvýšilo sílu infekce. První zaznamenanou obětí byla 2. dubna 1665 Margaret Porteousová.
V červenci 1665 zasáhl mor vlastní město a král Karel II. Stuart se svou rodinou a dvorem se odstěhoval do Oxfordu. Starosta a konšelé setrvali ve svých funkcích a řídili chod města. Poté, co obchodníci a řemeslníci utekli, byly zavřeny i obchody. V létě zůstal v Londýně pouze malý počet duchovních, lékařů a lékárníků.
Byla podniknuta některá opatření pro zmírnění důsledků epidemie. Lékaři byli placeni z městských prostředků a pohřby lidí, kteří zemřeli v důsledku moru, byly pečlivě organizovány. Úřady nařídily trvale udržovat ohně, ve dne i v noci, aby se povětří pročistilo. Rovněž byly páleny látky, které vydávají silnou vůni (pepř, chmel nebo kadidlo) pro ochranu před nákazou. Londýňanům, včetně dětí, bylo důrazně doporučováno kouření.
I když největší výskyt moru byl zaznamenán v Londýně, epidemie zasáhla i jiné části země. Asi nejznámějším příkladem byla vesnice Eyam v Derbyshire. Nákaza se rozšířila z balíku se šatstvem poslaným z Londýna. Vesničané udržovali karanténu, aby neroznášeli nákazu do okolí. Mor se sice v oblasti mimo vesnici nerozšířil, ale za cenu úmrtí poloviny obyvatel vesnice.
Počet úmrtí v Londýně stoupal z 1 000 lidí za týden, k 2 000 za týden a v září 1665 dosáhl počtu 7 000 úmrtí za týden. Na konci podzimu se síla epidemie snížila a v únoru 1666 byla situace natolik bezpečná, že se král se svými blízkými vrátil do města. V té době se začal obnovovat obchod s okolními zeměmi a tak se nákaza dostala do Francie, kde zanikla následující zimu.
Výskyt moru postupně slábl až do září 1666. Velký požár Londýna v září 1666 zničil velkou část hustě obydlených oblastí. Tato událost zastavila šíření nákazy zřejmě proto, že byly usmrceny krysy a jejich blechy, které roznášely mor. Po požáru byl Londýn rekonstruován a byly vybudovány širší ulice, snížena hustota obydlení a položeny základy kanalizace. Doškové střechy, které poskytovaly skvělé podmínky pro krysy, byly zakázány a tento zákaz platí do současnosti. K použití doškové střechy pří rekonstrukci divadla Globe v roce 1997 bylo potřeba speciální povolení.